# Limenitis thespias
Limenitis thespias är en fjärilsart som beskrevs av Semper 1889. Limenitis thespias ingår i släktet Limenitis och familjen praktfjärilar. Inga underarter finns listade i Catalogue of Life.